# Trilobozoa
Os Trilobozoa ("animais trilobados") são um tazon extinto de organismos que exibiam uma simetria triradial. Eram mais comuns durante o período Ediacarano, antes da Explosão Cambriana.
As afinidades taxonómicas deste grupo ainda estão abertas a debate. Ivantsov e Fedonkin (2002) colocam estes organismos dentro dos cnidários. Argumentam que, já que os conulados Vendoconularia exibem simetria hexarradial, deverão então ser colocados dentro dos Trilobozoa, fazendo este grupo parte do filo dos  cnidários.
Os mais primitivos membros deste grupo tinham a forma de disco, tipificados por Tribrachidium. Através de comparações com outros Trilobozoa com forma discoidal, parece que os diferentes padrões dos "braços" em cada género/espécie ocorreram devido a paragem ou progresso de crescimento ao longo do desenvolvimento do organismo.
Os Trilobozoa mais avançados e que subsistiram até períodos mais recentes, tinham forma cónica, como tipificado pelo género Conularia. Tinham também estruturas semelhantes a conchas que se assemelhavam cones de gelados, que tendiam a possuir quatro cantos. No entanto, a falta de septos ou de outras características diagnosticantes de antozoários, levaram os cientistas a colocar de lado a hipótese de os Trilobozoa fazerem parte desse grupo.